# Demokratyczna Partia Ludowa (Hiszpania)

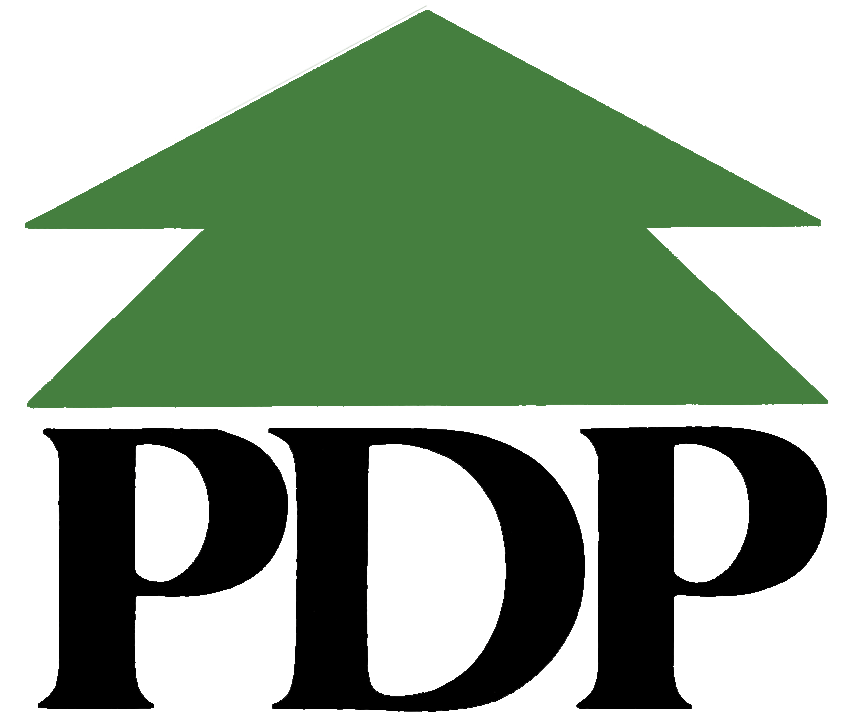
Logo Demokratycznej Partii Ludowej

Demokratyczna Partia Ludowa (hiszp. Partido Demócrata Popular) była to hiszpańska chadecka partia polityczna, założona w 1982 roku. Przestała istnieć w 1989 roku, kiedy to połączyła się z Sojuszem Ludowym (AP) i weszła w skład konserwatywnej Partido Popular (PP).